# 조상만
조상만(趙尙滿, 일본식 이름: 岩本尙滿이와모토 쇼만, 1888년 8월 14일 ~ ?)은 일제강점기의 관료로, 본적은 평안북도 의주군 의주면이다.

## 생애
1907년 3월 사립일어학교를 졸업했으며, 1908년 1월 평양재무감독국 강계재무서 주사, 1909년 1월 운산재무서장으로 근무했다. 1910년 10월 1일부터 1911년 11월 26일까지 평안북도 운산군 서기로 근무했고, 1912년 8월 1일 일본 정부로부터 한국병합기념장을 받았다.
1914년 3월 28일 함경남도 영흥군 선홍면 소재 944,351평(3,121,821.49m2)에 대한 금광 광업권 설정을 등록한 뒤부터 한동안 광산업에 종사하기도 했으며, 1915년 6월 25일 전라남도 진도군 서기로 임명되었다. 192년 전라남도 진도군 속(屬), 1923년 3월 전라남도 영암군 속(屬)으로 근무했고, 1924년 12월 24일 전라남도 함평군수로 임명되었다.
1928년 11월 16일 일본 정부로부터 쇼와대례기념장을 받았으며, 전라남도 영광군수(1929년 3월 12일 임명)와 평안남도 순천군수(1929년 9월 20일 임명), 평안남도 강서군수(1931년 12월 28일 임명), 평안남도 평원군수(1936년 6월 11일 임명), 평안남도 대동군수(1938년 6월 23일 ~ 1943년 3월 28일)를 차례로 역임했다. 1931년 11월 7일 일본 정부로부터 훈6등 서보장, 1936년 11월 2일 훈5등 서보장을 받았고, 1935년 10월 1일 조선총독부로부터 시정 25주년 기념표창과 은배 1조를 받았다.
평안남도 평원군수와 대동군수 재직 시절 군용물자 조달 및 군수품 공출, 시국강연회 개최를 통한 국방사상 보급 및 선전, 생산력 확충, 국채 소화 및 저축 장려, 국방모금 및 애국기 헌납자금 모집에 관한 업무를 수행했으며, 1940년 4월 29일 중일 전쟁에 협력한 공로를 인정받아 일본 정부로부터 훈5등 쌍광욱일장을 받았다. 1940년 3월 30일 고등관 3등, 1943년 4월 23일 정5위에 각각 서위되었고, 1942년 11월 12일 일본 정부로부터 훈4등 서보장을 받았다.
민족문제연구소의 친일인명사전 수록자 명단의 관료 부문, 친일반민족행위진상규명위원회가 발표한 친일반민족행위 705인 명단에 포함되었다.

## 참고 자료
- 친일반민족행위진상규명위원회 (2009). 〈조상만〉. 《친일반민족행위진상규명 보고서 Ⅳ-16》. 서울. 882~890쪽.